# Julien Marie Amédée Nouailles
Julien Marie Amédée Nouailles SSCC (ur. 25 czerwca 1876 w Elven, zm. 14 sierpnia 1937 w Papeete) – francuski duchowny rzymskokatolicki, sercanin biały, misjonarz, wikariusz apostolski Tahiti.

## Biografia
Julien Marie Amédée Nouailles urodził się 25 czerwca 1876 w Elven we Francji. 6 sierpnia 1899 otrzymał święcenia prezbiteriatu (z dyspensą ze względów zdrowotnych) i został kapłanem Zgromadzenia Najświętszych Serc Jezusa i Maryi oraz Wieczystej Adoracji Najświętszego Sakramentu Ołtarza. Następnie wyjechał na misje na Polinezję Francuską, gdzie przybył 5 listopada 1899.
26 kwietnia 1932 papież Pius XI mianował go wikariuszem apostolskim Tahiti oraz biskupem tytularnym Furnos maior. 28 sierpnia 1932 w katedrze w Papeete przyjął sakrę biskupią z rąk wikariusza apostolskiego Markizów Pierre'a-Marii-Davida Le Cadre SSCC. Przy sakrze asystował prefekt apostolski Wysp Cooka Bernardin Castanié SSCC.
W latach 1932–1933 odbył podróż do Europy. Biskup Nouailles był słabego zdrowia. W sierpniu 1937 odwiedził diecezjan na Bora-Bora. Jego organizm nie wytrzymał jednak tej podróży i bp Nouailles zmarł 14 sierpnia 1937 po powrocie do Papeete.